# カーリス
- カリス[1]

カーリス（Kharis）は、ザ マミーシリーズに登場するミイラ男。ドラキュラ伯爵、狼男、フランケンシュタインの怪物、ギルマンに並ぶユニバーサル・モンスターズの看板モンスターとして知られている。
ユニバーサル映画のオリジナル・キャラクターであり、エジプト第18王朝のファラオ・ツタンカーメンのミイラ発掘と、その後に流布した王家の呪いにインスピレーションを得て創造された。

## ユニバーサル・モンスターズ

### 造形
1940年にザ マミーシリーズの第2作目として公開された『ミイラの復活』で初登場し、西部劇映画で活躍していたトム・タイラーがカーリスを演じた。続編の『ミイラの墓場』『執念のミイラ』『ミイラの呪い』では、怪奇スターとして知られるロン・チェイニー・ジュニアが演じている。なお、ユニバーサル映画で最初のミイラ男を題材とした作品であり、マミーシリーズの初作となる1932年の『ミイラ再生』に登場するミイラ男はイムホテップ（演：ボリス・カーロフ）であり、カーリスではない。
カーリスのメイクアップは、ユニバーサル・モンスターズ作品で怪物のメイクアップを担当したジャック・ピアースが行っている。カーロフ、タイラーが演じた際は顔が見える状態だったが、チェイニー・ジュニアは全身を包帯で覆ったため、表情が判別できない状態となっている。また、タイラーが演じた「右手を胸に当て、左手を伸ばし脚を引きずる」という描写は、その後のミイラ男のイメージとして定着した。

### 劇中での活躍
『ミイラの復活』
神官のカーリスは恋するアナンカ王女を蘇らせるためにタナの葉を使い禁断の儀式を行うが、直前に捕まり舌を切り落とされ生きたままミイラにされる。数千年後、発掘隊によって掘り起こされたカーリスはタナの葉の力で復活し、大神官の命令で発掘隊を襲うが、スティーヴ・バニングの活躍により大神官と共に焼き殺される。
『ミイラの墓場』
前作から30年後。生き延びていたカーリスは、大神官の後継者メフメト・ベイと共にアメリカに渡りバニングに復讐を目論む。カーリスはスティーヴを殺し、メフメトから彼の息子ジョンと恋人イゾベルの結婚を妨害しようと彼女を誘拐するように命令される。カーリスはイゾベルの誘拐に成功するが、駆け付けたジョンや保安官、町の人々に追い詰められたメフメトは射殺され、カーリスは再び焼き殺される。
『執念のミイラ』
エジプトからアメリカに渡った大神官ユセフ・ベイがタナの葉を使いカーリスを復活させ、博物館に収蔵されているアナンカ王女のミイラを奪還しようとする。しかし、アナンカ王女の魂は別人に転生しており、ユセフはアナンカ王女が転生した女性アミナを誘拐するようにカーリスに命令する。連れ去られたアミナはユセフの儀式の生贄にされるが、彼はカーリスによって殺される。カーリスは魂が蘇ったアミナ（アナンカ王女）と共に逃亡するが、恋人トムと警察に追い詰められ、カーリスは彼女を抱きかかえたまま沼地に沈んでいく。
『ミイラの呪い』
前作から25年後。開発工事のためカーリスとアナンカ王女が眠る沼地が埋め立てられようとするが、ハルゼイ博士とザンダブ博士がミイラ発掘を申し出る。ザンダブの正体はエジプトから来た大神官であり、タナの葉を使いカーリスを蘇らせる。一方、蘇ったアナンカ王女は自身の正体を知らないまま町を彷徨い、カーリスは人々を殺しながらアナンカ王女を保護する。しかし、ザンダブは部下のラゲブと仲間割れを起こして殺され、駆け付けたハルゼイと格闘戦になる。カーリスはラゲブを追い詰めるが、アジトが崩壊して死んでしまう。

## ハマー・フィルム作品
イギリスの映画製作会社ハマー・フィルム・プロダクションは、ユニバーサルからリメイク権を取得し、『ミイラの復活』のリメイク作品『ミイラの幽霊』を製作した。カーリス役には、同じくリメイク権を取得して製作された『フランケンシュタインの逆襲』『吸血鬼ドラキュラ』でフランケンシュタインの怪物、ドラキュラ伯爵を演じたクリストファー・リーが起用された。ハマー・フィルムは『ミイラの幽霊』後に3作品を製作したが、『ミイラの幽霊』とは繋がりがなく、ミイラ男もカーリスではなくなっている。
『ミイラの幽霊』
エジプト王女アナンカの墓所をイギリス人発掘隊が暴き、エジプト人のメヘメットはイギリスに渡り、カーリスを蘇らせて発掘隊のメンバーを殺させる。カーリスは発掘隊長スティーヴンの息子ジョンを襲うが、彼の妻イゾベルがアナンカ王女に似ていたため、カーリスはその場を立ち去る。カーリスはメヘメットと共にジョンを襲撃するが、イゾベルに命令されてメヘメットを殺す。カーリスはイゾベルを連れ去り沼に向かうが、駆け付けたジョンたちに撃たれ沼に沈んでいく。

## ダーク・ユニバース

### 設定の変更

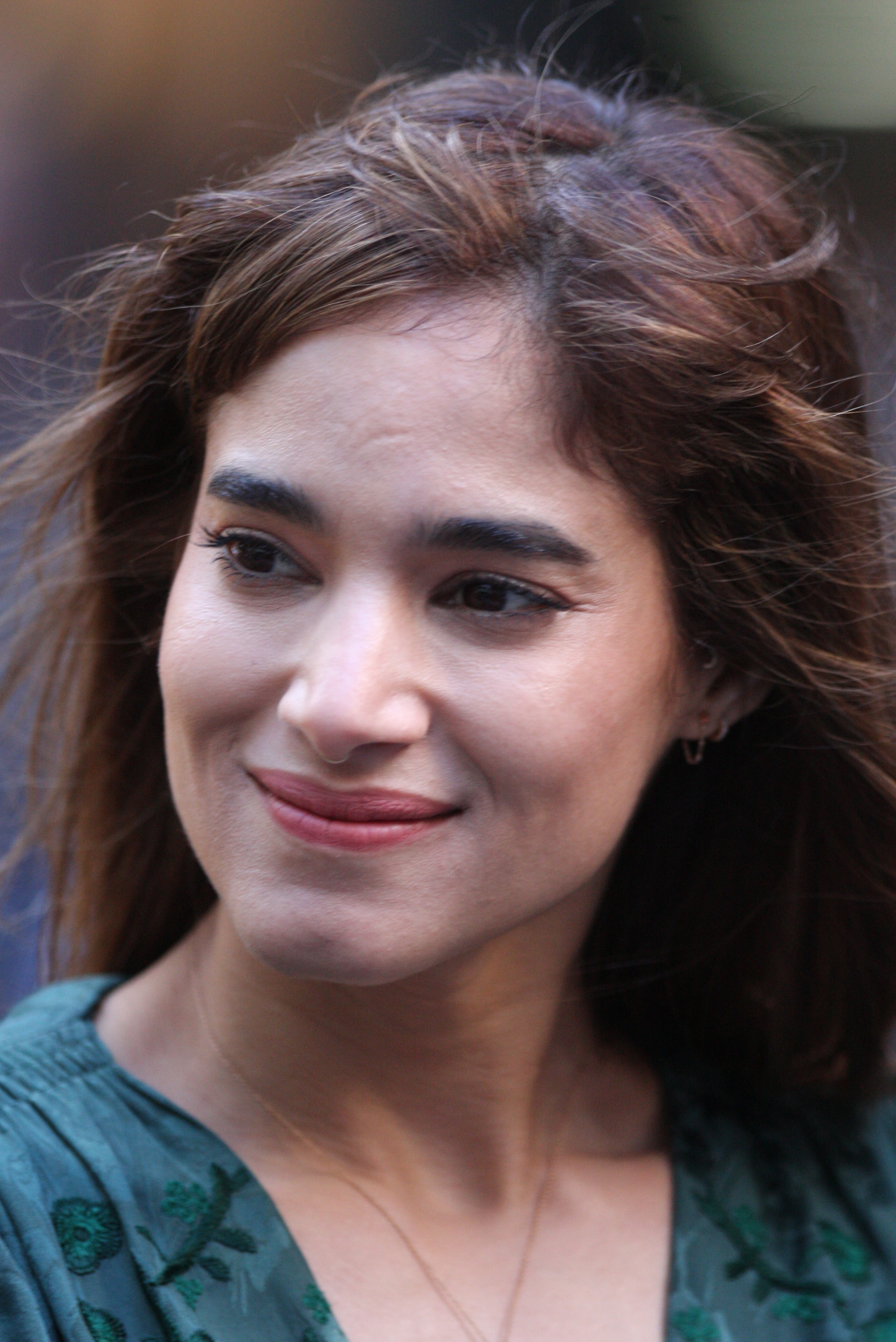
ソフィア・ブテラ

『ミイラ再生』のリブートである『ザ・マミー/呪われた砂漠の王女』では、カーリスやイムホテップに相当するモンスターとして、エジプト新王国時代の王女アマネットが登場する。アマネット役にはソフィア・ブテラが起用された。監督のアレックス・カーツマンは『キングスマン』でガゼル役を演じたブテラを見てアマネット役に起用することを決め、『スター・トレック BEYOND』の撮影終了後に彼女にオファーした。
アマネットは邪心に憑りつかれた後に、顔や全身にルーン文字を思わせる記号が刻まれていく。顔の部分はメイクアップアーティストのリジー・ジョルジュが手書きし、体の部分はタトゥーシールを使用している。アマネットが蘇った直後の姿はCGIで描かれ、ブテラや曲芸師がモーションキャプチャで演技しているが、アマネットが完全に復活した後はCGIは使用していない。

### 劇中での活躍
『ザ・マミー/呪われた砂漠の王女』
アマネットは、父王メネフトラの唯一の子供でありファラオの座を約束されていたが、父王に息子が生まれてしまったため、死神セトと契約を結び力を得て父王と王子を殺す。その後、セトを復活させるための儀式を行うが途中で捕らえられ、生きたままミイラにされてメソポタミアの地底に埋められる。数千年後に掘り起こされたアマネットは、墓を暴いたニック・モートンを生贄にセトを復活させようとするが、彼と惹かれ合っていたジェニー・ハルジーを殺したことで怒りを買い、セトの力を得たニックによりミイラにされ、秘密機関プロディジウムによって再び石棺に入れられ地底に埋められる。